# 34482 Jessikirchner
34482 Jessikirchner este o planetă minoră (asteroid), cu un diametru de 7,545 km, din centura de asteroizi. A fost descoperită pe 24 septembrie 2000 la Experimental Test Site⁠(d) de Lincoln Near-Earth Asteroid Research. 
Obiectul prezintă o orbită caracterizată de o semiaxă mare de 3,1462361 UAi, o excentricitate de 0,08, o înclinație de 3,8486 ° în raport cu ecliptica.